# Jetstar Japan
Jetstar Japan K.K. (japanisch ジェットスター・ジャパン株式会社 Jettosutā Japan Kabushiki kaisha) ist eine japanische Billigfluggesellschaft mit Sitz in Narita und eine Tochtergesellschaft der australischen Jetstar Airways.

## Geschichte

### Anfangsjahre (2012–2014)

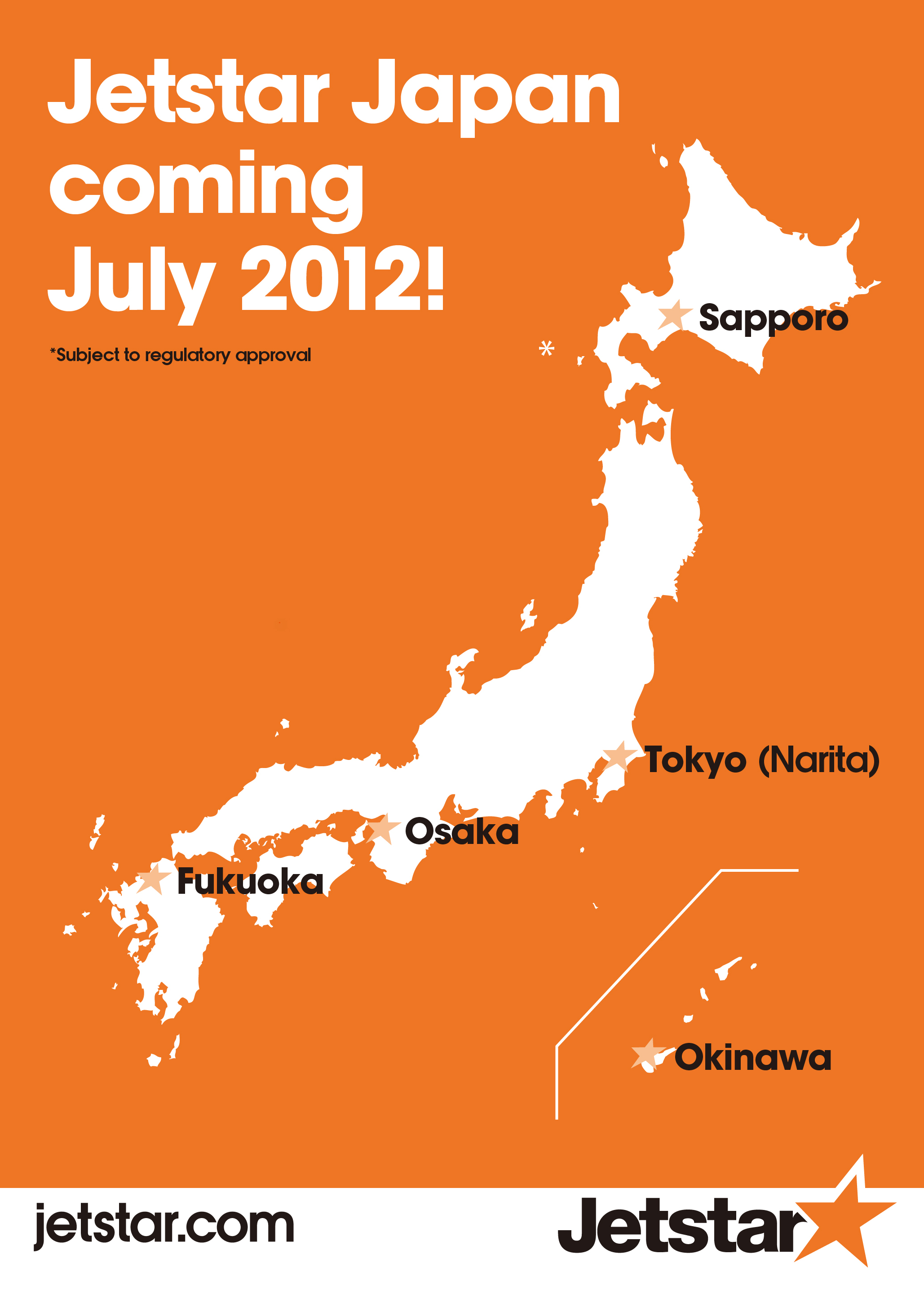
Werbegrafik von Jetstar Japan, die den Start im Juli 2012 mit Fukuoka, Okinawa, Osaka, Sapporo und Tokio Narita als den ersten fünf Zielen hervorhebt

Ursprünglich war die Aufnahme von Flügen für Ende 2012 geplant. Der Start erfolgte jedoch früher als geplant Anfang Juli 2012. Als Basis fungierte der Flughafen Tokio-Narita. Am 6. April 2012 erhielt die Fluggesellschaft vom Japanischen Ministerium für Land, Infrastruktur, Verkehr und Tourismus ihr Luftverkehrsbetreiberzeugnis. Der erste Flug wurde am 3. Juli 2012 zwischen Tokio-Narita und Fukuoka geflogen, während die Flüge zwischen Tokio-Narita und Okinawa, Osaka und Sapporo am 9. Juli 2012 aufgenommen wurden. Die Flüge von Osaka-Kansai nach Fukuoka und Sapporo folgten Ende August 2012.
Die Fluggesellschaft kündigte außerdem an, dass sie eine zweite Basis am Flughafen Kansai in Osaka einrichten würde, und nahm am 28. Oktober 2012 den Flugbetrieb zwischen Osaka Kansai und Okinawa auf. Die Kansai-Basis sollte ursprünglich am 18. Juli 2013 eröffnet werden, aber die Eröffnung wurde verschoben, da aufgrund einer Warnung des Ministerium für Land, Infrastruktur, Verkehr und Tourismus eine Verbesserung der Wartungsverfahren am Flughafen nötig war. Im Juli 2013 kündigte Miyuki Suzuki Miyuki Suzuki (鈴木 みゆき, Suzuki Miyuki), Chief Executive Officer (CEO) der Fluggesellschaft an, dass sich Jetstar Japan vorerst auf den Inlandsmarkt ab Tokio-Narita konzentrieren werde und versucht werde, den Flugplan mit internationalen Flügen der australischen Jetstar Airways abzustimmen. Im August 2013, erklärte Suzuki, dass Jetstar Japan hoffe, über den Zeitpunkt der Eröffnung der Basis im Jahr 2014 zu entscheiden.
Während des Wartens auf die Genehmigung der Osaka-Kansai-Basis eröffnete Jetstar Japan zusätzlichen Inlandsflügen ab Tokio-Narita und auch die Einrichtung einer neuen Basis am Flughafen Chūbu nahe Nagoya an.
Nach erfolgreicher Verbesserung der Wartungsverfahren des Flughafens wurde die Basis am Flughafen Kansai in Osaka schließlich im Juni 2014 eröffnet. Während bei der Eröffnung der Basis keine neuen Strecken hinzukamen, kündigte Jetstar Japan am 16. Juli 2014 die Aufnahme einer täglichen Verbindung zum Flughafen Ōita ab dem 9. Oktober 2014 an sowie am 20. August 2014 eine weitere Expansion mit der Aufnahme der Verbindung zum Flughafen Kumamoto ab dem 26. Oktober 2014.
Nach Eröffnung der Osaka-Kansai-Basis im Juni 2014 bestätigte CEO Miyuki Suzuki, dass die Auslieferung der noch nicht ausgelieferten A320-Flugzeuge verlangsamt und über das nächste Geschäftsjahr verteilt werden soll. Außerdem ist geplant, dass Jetstar Japan in der kommenden Wintersaison einen internationalen Flugbetrieb aufnimmt, wobei zunächst Ziele in Betracht gezogen werden, die innerhalb von vier oder fünf Stunden Flugzeit ab der Basis Tokio-Narita liegen.
Im Juli 2014 gab Jetstar Japan die Einrichtung von Codeshare- und Vielfliegerprogramm-Vereinbarungen mit der Muttergesellschaft Japan Airlines bekannt. Damit unterschied sich die Fluggesellschaft von traditionellen Billigfluggesellschaften wie Peach und Vanilla Air, die beide mit All Nippon Airways verbunden waren, aber keine ähnlichen Vereinbarungen mit ANA hatten. Darüber hinaus bot Jetstar Japan internationale Verbindungen sowohl im Kooperation mit Japan Airlines als auch mit Jetstar Airways aus Australien an. Ab Oktober 2014 kam American Airlines als Codeshare-Partner hinzu. Im Januar 2015 folgte Qantas, Jetstar Japans andere Muttergesellschaft, als Codeshare-Partner.

### Internationale Expansion (seit 2014)
Am 3. Dezember 2014 kündigte Jetstar Japan die lange verzögerte Aufnahme internationaler Flüge an. Zunächst sollte Kansai mit Hongkong verbunden werden. Die Strecke sollte zunächst dreimal wöchentlich bedient werden, wobei im Laufe der Zeit weitere Frequenzen hinzukommen sollten. Am 16. März 2015 wurde bekannt gegeben, dass die Flüge nach Hongkong um zwei zusätzliche wöchentliche Frequenzen aufgestockt werden.
Am 1. April 2015 wurde bekannt gegeben, dass CEO Miyuki Suzuki beschlossen hatte, zurückzutreten. Neuer CEO sollte Gerry Turner, Geschäftsführer der Jetstar Gruppe, werden.
Am 7. April 2015 kündigte Jetstar Japan seine erste internationale Flugverbindung ab Tokio an. So sollten dem 1. Juni 2015 zunächst drei wöchentliche Flüge zwischen Tokio Narita und dem Flughafen Hongkong angeboten werden, bevor die Verbindung ab dem 1. September auf tägliche Flüge ausgeweitet werden sollte. Am 5. August 2015 beförderte die Fluggesellschaft ihren zehnmillionsten Passagier.
Die Fluggesellschaft war der erste japanische Billigfluggesellschaft, die Manila anflog, welches auch das dritte internationale Ziel der Fluggesellschaft war. Am 1. Juli 2016 stellte Jetstar Japan jedoch die Verbindung zwischen Kansai und Manila ein, während die Flüge nach Manila von Nagoya und Tokio-Narita nur bis zum 1. September 2016 vorübergehend eingestellt werden sollten.
Am 9. August 2016 erhielt Jetstar Japan von der chinesischen Zivilluftfahrtbehörde die Genehmigung, vier Strecken zwischen Japan und China zu bedienen. Diese sollten von Tokio und Osaka nach Shanghai und Guangzhou führen. Am 23. August 2016 wurde bestätigt, dass die Fluggesellschaft ihren ersten Gewinn erwirtschaftet hat. Außerdem wurden Pläne angekündigt, die Flotte in den nächsten drei Jahren von derzeit 20 auf 28 Flugzeuge zu erweitern.
Am 27. November 2018 gab Jetstar Japan bekannt, dass das Unternehmen die Eröffnung einer vierten Basis in Japan nach Tokio-Narita, Osaka-Kansai und Nagoya erwägt. Im Juni 2020 wurde ein in Produktion befindlicher der Airbus A321LR der Fluggesellschaft in einer neuen Lackierung gezeigt.

## Flugziele
Jetstar Japan fliegt derzeit von ihren Basen in Tokio-Narita und Ōsaka-Kansai sowie von weiteren Städten Japans hauptsächlich Ziele innerhalb Japans an. Es werden auch China, Taiwan und die Philippinen angeflogen.
Codesharing
Codeshare-Abkommen bestehen unter anderem mit den Müttern Qantas und Japan Airlines auf zahlreichen Strecken.

## Flotte
Mit Stand Mai 2025 besteht die Flotte der Jetstar Japan aus 22 Flugzeugen mit einem Durchschnittsalter von 10,5 Jahren:
| Flugzeugtyp     | Anzahl | bestellt | Anmerkungen                                 | Sitzplätze | Durchschnittsalter |
| --------------- | ------ | -------- | ------------------------------------------- | ---------- | ------------------ |
| Airbus A320-200 | 19     |          | drei inaktiv; 18 mit Sharklets ausgestattet | 180        | 11,5 Jahre         |
| Airbus A321neo  | 03     |          |                                             | 238        | 3,8 Jahre          |
| Gesamt          | 22     | –        |                                             |            | 10,5 Jahre         |